# Vuillery
Vuillery település Franciaországban, Aisne megyében. Lakosainak száma 43 fő (2022. január 1.). Vuillery Braye, Clamecy, Crouy, Margival és Terny-Sorny községekkel határos.

## Népesség
A település népessége az elmúlt években az alábbi módon változott:
| Lakosok száma | 30   | 20   | 31   | 30   | 35   | 43   | 43   | 42   | 41   | 43   |
|               | 1968 | 1982 | 1990 | 2006 | 2011 | 2016 | 2017 | 2019 | 2020 | 2022 |